# Betsy Drake
Betsy Gordon Drake (Parijs, 11 september 1923 – Londen, 27 oktober 2015) was een Amerikaans actrice, psychotherapeute en auteur.

## Biografie
Drake werd geboren in Parijs als dochter van twee Amerikanen. Haar grootvader Tracy Drake was de oprichter van het Drake Hotel in Chicago. Toen haar familie hun geld verloor in de beurskrach van 1929, keerde ze terug naar de Verenigde Staten. Ze bracht haar jeugd door in Chicago, Westport (Connecticut), Washington, Virginia (North Carolina) en New York. Ze bezocht twaalf verschillende scholen, alvorens zich te voegen bij een toneelschool in Maryland. 
Ze verhuisde later naar New York om een carrière als actrice te bewerkstelligen. Ze onderhield zichzelf door werk als model te doen. Toen ze dramaturg Horton Foote ontmoette, kreeg ze werk als understudy in een toneelstuk en voegde ze zich bij de Actors' Equity Association. Op aandringen van haar agent, tekende ze via Hal B. Wallis een contract in Hollywood; de stad beviel haar echter niet en ze liet zichzelf gestoord verklaren om onder haar contract uit te komen. Ze keerde terug naar New York en werd door Elia Kazan gecast in een toneelstuk in Londen. Bovendien was ze een van de medeoprichters van Kazans Actors Studio.
In 1947 ontmoette Drake acteur Cary Grant in Londen. Ze keerden gezamenlijk terug naar de Verenigde Staten en kregen een relatie. Op aandringen van Grant werd ze gecast als zijn liefdesinteresse in de romantische komedie Every Girl Should Be Married (1948). Het koppel trouwde tijdens kerstmis in 1949. Ze verscheen in 1952 opnieuw tegenover Grant in Room for One More. Na enkele andere rollen stopte ze met acteren om zich te richten op werk als auteur. Bovendien begon ze te werken als psychotherapeut in Los Angeles en behaalde een Master of Education bij Harvard-universiteit.
In 1956 overleefde ze het zinken van de SS Andrea Doria en verloor daarbij $200.000 dollar aan juwelen. Toen Grant een affaire kreeg met actrice Sophia Loren tijdens de opnamen van Houseboat (1958), gingen Drake en Grant uit elkaar. De scheiding was rond in 1962.
Ze overleed thuis in Londen op 92-jarige leeftijd.

## Filmografie
- Biblioteca Nacional de España: XX4856605
- Bibliothèque nationale de France: cb15031439v (data)
- Gemeinsame Normdatei: 173855164
- International Standard Name Identifier: 0000 0001 1472 7639
- Library of Congress Control Number: no2002069951
- SNAC: w66f8rbs
- Virtual International Authority File: 53821229
- WorldCat: E39PBJkp9hTJWv4gD8PfYGMgKd